# Medenice (gmina)
Medenice – dawna gmina wiejska w powiecie drohobyckim województwa lwowskiego II Rzeczypospolitej. Siedzibą gminy były Medenice.
Gminę utworzono 1 sierpnia 1934 r. w ramach reformy na podstawie ustawy scaleniowej z dotychczasowych gmin wiejskich: Dołhe Medenickie, Josefsberg, Königsau, Medenice, Letnia, Opary i Rabczyce.
Po II wojnie światowej obszar gminy znalazł się w ZSRR.